# Masacre de Mo So
La masacre de Mo So, también apodada la masacre de Nochebuena, ocurrió en la tarde del 24 de diciembre de 2021, en el municipio de Hpruso, ubicado en el estado Kayah en Myanmar. Al menos 40 civiles, entre ellas ancianos, mujeres y niños, fueron asesinados por las tropas del Ejército de Myanmar, antes de ser quemados dentro de sus vehículos más allá del reconocimiento. Primero se involucraron en una pelea militar entre ellos y mataron a cuatro soldados pertenecientes a la Fuerza de la Guardia Fronteriza Karenni antes de robarles a ellos y saquear sus propiedades. En la mañana del día siguiente, individuos de la KNDF vieron a las víctimas ser quemadas, junto con sus vehículos y propiedades. Dos empleados de Save the Children desaparecieron durante el incidente, y más tarde se confirmó que estaban muertos. El 27 de diciembre, el KNDF informó que 13 personas locales iban a ser desaparecidas durante la masacre, incluidos ocho empleados de una estación de gasolina. Sin embargo, las noticias estatales de Myanmar informaron que los rebeldes dispararon primero a sus soldados antes de que fueran asesinados y posteriormente capturados.
El incidente fue recibido con la condena internacional, incluso de las Naciones Unidas, Save the Children y la Embajada de los Estados Unidos en Myanmar.

## Incidente
El KNDF declaró por primera vez que se estima que 100 soldados de la División de Infantería Ligera 66 del Ejército de Myanmar viajaron de Demoso a Hpruso y participaron en una batalla militar con las fuerzas del Ejército Karenni y el KNDF. Las fuerzas militares del Ejército de Myanmar mataron primero a cuatro soldados de la Fuerza de Guardia Fronteriza Karenni disparando después de que fueron atados luego de intentar evitar que ingresaran al lugar. Allí, las fuerzas militares torturaron y arrestaron a las personas que residían en la zona. También robaron sus propiedades privadas. La tropa de comandantes de la Brigada 4 de la Fuerza de Defensa de las Nacionalidades Karenni (KNDF) vio por primera vez el fuego en los vehículos a las 04:30 UTC (11:00 MYT) del 24 de diciembre sobre el área del incidente, pero no vio los cuerpos quemados ya que todavía estaban ardiendo. Después de reportarlo al KNDF, solo visitaron el lugar en la mañana del día siguiente debido a los temores de la presencia de la junta militar en el área. Al analizar la escena, encontraron los cuerpos de las víctimas que fueron quemados más allá del reconocimiento; o se convirtieron en cenizas o se carbonizaron. También vieron un dedo de un niño pequeño, se estima que la víctima tiene cinco años o menos. Algunas de sus ropas también estaban esparcidas por la escena. Las tropas también vieron cosas diversas sobre la escena de las víctimas, donde estimaron que solo están escapando del área de los enfrentamientos militares allí. Dos trabajadores de Save the Children, que procedían de una «actividad humanitaria», también estaban desaparecidos después de que se vieron atrapados en el incidente. Sus vehículos también fueron quemados, según la agencia.
Para el 27 de diciembre, el KNDF señaló que más de 13 personas estaban desaparecidas en el incidente, incluidas ocho personas de Loikaw que trabajaban en una gasolinera y tres más que se creía que estaban en la carretera donde ocurrió la masacre. La junta militar de Myanmar también fue reconocida como la principal culpable del desastre, según ellos. El Grupo de Derechos Humanos Karenni también contó en primer lugar 27 cráneos de las víctimas en la escena y además creía que todavía hay muchas personas que no son descubiertas. También se descubrió que tres camiones grandes, tres autos pequeños, dos tractores y cinco motocicletas fueron incendiados. También incluye provisiones para alimentos, medicamentos y gasolina.
Mientras tanto, según el país estatal de Myanmar, sus soldados mataron a un número desconocido de personas dentro de siete vehículos que provenían de Kwaing Ngan y se referían a que fueron primero disparados a las tropas antes de que fueran «capturados muertos». Los militares también se refirieron a las víctimas como «terroristas con armas». También informaron que estos vehículos contenían «reclutas para entrenamiento terrorista». Sin embargo, el KNDF señaló que son aldeanos y no individuos con armas de fuego.

## Reacciones

### Nacionales
59 organizaciones civiles de todo Myanmar condenaron la masacre y prometieron que «apoyarán al pueblo karenni para obtener justicia». Mientras tanto, el gobierno de Myanmar se negó a comentar sobre el incidente. Save the Children suspendió temporalmente las operaciones en ciertas partes de Myanmar después del ataque.

### Internacionales
El Subsecretario General de Asuntos Humanitarios de las Naciones Unidas, Martin Griffiths, respondió que lo que había ocurrido era un incidente «horrible» y que el Gobierno de Myanmar debía investigar la masacre. La embajada estadounidense en Myanmar también condenó la masacre, calificándola de «bárbara», exigiendo al gobierno que «cese inmediatamente sus ataques indiscriminados en el estado de Karen y en todo el país, y que garantice la seguridad de todos los civiles de acuerdo con el derecho internacional».